# Carlos Cañete
Carlos Rubén Cañete (ur. 16 lipca 1940 w Buenos Aires, zm. 8 marca 2003 tamże) – argentyński bokser.

## Kariera amatorska
W 1959 został srebrnym medalistą igrzysk panamerykańskich w wadze koguciej (do 54 kg). W 1960 wystartował na igrzyskach olimpijskich w tej samej wadze, kończąc rywalizację na 17. pozycji. W pierwszej rundzie zawodów miał wolny los, a w drugiej przegrał z Japończykiem Katsuo Hagą.

## Kariera profesjonalna
W latach 1962–1970 walczył zawodowo w wadze superpiórkowej. Rozegrał w tym czasie 93 walki, z których 79 wygrał (54 przez nokaut), 8 zremisował i 6 przegrał. 9 listopada 1969 po pojedynku z Hiroshim Kobayashim został mistrzem świata w tej kategorii wagowej federacji WBA.

## Śmierć
Zmarł 8 marca 2003 na raka przewodu pokarmowego. Jego ciało zostało skremowane, a prochy rozrzucono nad stadionem Luna Park w Buenos Aires następnego dnia.

## Życie prywatne
Jego starszy brat Osvaldo również był bokserem. Carlos Cañete miał dwie córki.